# Liemar
Liemar (onbekend - Bremen, 16 mei 1101) was van 1072 tot 1101 aartsbisschop van Hamburg-Bremen. Hij speelde een belangrijke rol in de eerste fase van de Investituurstrijd.
Hij was vanaf 1073 een aanhanger van keizer Hendrik IV. In 1074 werd hij door de pauselijke legaten Gerald van Ostia en Hubert van Palestrina onder druk gezet om een lokale synode te organiseren. Hij verzette zich hiertegen, waarna hij werd geschorst. In 1075 had zijn standpunt tegen pauselijke inmenging zich verhard. Samen met Benno II van Osnabrück gaf hij rond 1085 de opdracht tot het schrijven van een anti-pauselijke polemiek aan Wido van Osnabrück